# Georg Ludwig von Sinzendorf

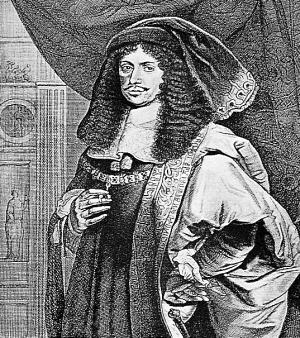
Georg Ludwig Graf von Sinzendorf

Georg Ludwig Graf von Sinzendorf (* 17. Juni 1616 in Isenburg; † 14. Dezember 1681 in Wien) war ein kaiserlicher Staatsmann.

## Leben
Er stammte aus dem österreichischen Adelsgeschlecht der Sinzendorf und war der Sohn des Freiherrn Pilgram von Sinzendorf und dessen Ehefrau Susana, einer gebürtigen Freiin von Trauttmansdorff.
Sinzendorf trat in kaiserliche Dienste und wurde 1646 zum Vizepräsidenten der Hofkammer ernannt. 1648 wurde er mit den übrigen Angehörigen seines Geschlechts in den Grafenstand erhoben. Im Dezember 1653 konvertierte er während des Reichstags in Regensburg öffentlich zum Katholizismus. Im selben Jahr wurde er in den Reichsgrafenstand erhoben. 1654 wurde er Reichserbschatzmeister, 1656 Mitglied des Geheimen Rates und bald darauf Nachfolger von David Ungnad von Weissenwolff als Präsident der Hofkammer. Damit stand er der höchsten Finanzbehörde des neuen Kaisers Leopold I. vor.
1654 kaufte er von Graf Salm-Neuburg die Grafschaft Neuburg am Inn. Das dortige Schloss Neuburg am Inn ließ er wesentlich ausbauen. Er war seit 1645 in erster Ehe mit Regina Jörger von Tollet verheiratet, die 1660 starb. Am 30. November 1661 heiratete er in Linz die 16-jährige Dorothea Elisabeth, Tochter des kaiserlichen Generals Philipp Ludwig von Schleswig-Holstein-Sonderburg-Wiesenburg. Nach dem Stadtbrand von Passau 1662 ließ Sinzendorf die Kirche des Kapuzinerklosters Passau in der Innstadt wieder aufbauen und 1677 dort einen Marmoraltar von W. Weißenkircher d. J. aufstellen. 1662 erwarb er käuflich die Herrschaft Gföhl zu Jaidhof mit dem dortigen Schloss Jaidhof, das er ausbaute. 1665 gründete er die Ortschaft Dommelstadl bei Neuburg am Inn, wo er 1676 sieben und 1677 acht weitere Häuser errichten ließ. Im Jahre 1669 erwarb er käuflich um 240 000 fl. rheinisch  die Herrschaft Postelberg (Postoloprty) in Böhmen. Es bestand aus der Städtchen Postoloprty und 31 Dörfern.
Im Jahre 1667 erhielt Sinzendorf von Kaiser Leopold I. die von dessen Vater, Kaiser Ferdinand III., gestiftete und Am Hof in Wien aufgestellte Mariensäule als Geschenk und ließ diese nach Wernstein am Inn bringen. An der Säule ließ er Inschriften anbringen, die den Werdegang der Säule bis zur Aufstellung in Wernstein schildern, wobei er nicht unerwähnt ließ, dass dies für ihn „sumptuosis impensis statuit'“, also „mit hohen Kosten“ verbunden war.

## Enthebung aller Ämter und Verbannung
Sinzendorf war, nicht zuletzt durch seinen rasanten Aufstieg am kaiserlichen Hof, einer der reichsten Männer des Landes, der sich aber zunehmend Korruptionsvorwürfen ausgesetzt sah. Unter anderem soll er auf Burg Wernstein eine Falschmünzerei betrieben haben. So richtete 1679 der Kaiser an die einzelnen Mitglieder des Hofkammerrates 13 einheitliche Fragen über die Zustände im Finanzwesen und die Amtsführung in der Hofkammer.
Daraufhin wurde gegen Sinzendorf ein Strafprozess durch ein Sondergericht eingeleitet. Er wurde schließlich am 2. April 1680 wegen Vernachlässigung des Amtes, Meineid, Unterschlagung von rund 2 Millionen fl., Betrug, Fälschung, Korruption, Erpressung und Diebstahl zur Rückzahlung von 1.970.000 Gulden sowie Verlust aller Ämter und Verbannung verurteilt, seine Grafschaft Neuburg eingezogen. Die Strafsumme wurde durch eine Begnadigung um ein Viertel ermäßigt. Sinzendorf verkaufte einen Teil seiner Besitzungen, um die Strafe bezahlen zu können. Christoph Ignaz Abele, der wesentlich an seinem Sturz beteiligt war, wurde sein Nachfolger.
Nach dem Bitten seiner Gattin Dorothea Elisabeth durfte er trotz Verbannung auf seinen Gütern bleiben, er starb jedoch bereits 1681. Sein ältester Sohn Christian Ludwig fiel sechzehnjährig 1687 in der Schlacht bei Mohács, sein zweiter Sohn Philipp Ludwig wurde Hofkanzler von Kaiser Karl VI.